# Chasseneuil-sur-Bonnieure
Chasseneuil-sur-Bonnieure là một xã thuộc tỉnh Charente trong vùng Nouvelle-Aquitaine tây nam nước Pháp. Xã nay có độ cao trung bình 91 mét trên mực nước biển.